# Ludwig Bohnstedt
Ludwig Bohnstedt (Russisch: Людвиг Людвигович Бонштедт, Ljoedvig Ljoedvigovitsj Bonsjtedt) (Sint-Petersburg, 27 oktober 1822 – Gotha, 3/4 januari 1885) was een Russisch-Duits architect en kunstschilder. Hij was professor aan de kunstacademie in Sint-Petersburg en vooral bekend als winnaar van de in 1872 uitgeschreven prijsvraag voor de Duitse Rijksdag. Dit ontwerp werd echter niet uitgevoerd.

## Biografie
Bohnstedt werd geboren uit Duitse ouders; zijn vader kwam uit Stralsund en was een gegoed koopman en zijn moeder uit Bamberg in Beieren. Zijn vader keerde na verloop van tijd terug naar Duitsland, zodat moeder en kinderen in Sint-Petersburg achterbleven. Hierdoor kreeg hij de (Beierse) nationaliteit van zijn moeder. Na de algemene St.-Petri-school voltooid te hebben, moest Bohnstedt, zomer 1839, een beroep kiezen. Hij koos, mogelijk onder de invloed van de Hannoverse architect Anton Hallmann, die op dat moment in Sint-Petersburg verbleef, het vak van architect. Hallmann raadde hem aan naar de Bauschule in Berlijn te gaan om colleges te volgen bij professor Wilhelm Stier. In oktober kwam hij aan in Berlijn, maar hij kon zich pas voorjaar 1840 aan de Bauschule inschrijven. Op aanraden van Stier liet hij zich ook aan de Universiteit van de Kunsten in Berlijn inschrijven. Voorjaar 1841 verliet hij de Bauschule om zijn studie voort te zetten aan de kunstacademie, waar hij les kreeg in ontwerpen van Heinrich Strack. Hij bleef echter contact houden met Stier en herfst 1841 stelde deze hem in de gelegenheid zijn studie aan de academie af te ronden en zijn deze te voltooien in Italië. Bohnstedt verbleef een jaar in Italië en keerde via Frankrijk en Duitsland terug naar zijn geboorteland, waar hij in de winter van 1842-1843 aankwam. Om in Rusland het vak van architect uit te oefenen moest hij meedoen aan een prijsvraag. Deze won hij in 1843, waarna hij zich als zelfstandig architect vestigde.
Zijn eerste opdrachten waren van weinig betekenis. Hij zette zijn studie in Rusland voort en verwierf in 1845 de vierde academische graad en werd in 1858 benoemd tot professor aan de academie van Sint-Petersburg met de rang van hofraad. Van 1851 tot 1854 was hij opperbouwmeester van het eerste arrondissement van het Departement voor Weg- en Waterwerken en opperbouwmeester van het paleis van grootvorstin Helena Paulowna. Toen Bohnstedt zich in 1859 aanmeldde voor het lidmaatschap van de Architekten- und Ingenieur-Verein zu Berlin meldde hij dat hij 15 bestaande gebouwen veranderd had en zeven nieuwe gebouwen ontworpen. Tussen 1859 en 1863, het jaar dat hij Rusland verliet, ontwierp hij het nonnenklooster van de Opstanding (Novodevitsji), het raadhuis en het woonhuis van de minister der Rijksdomeinen en dat van de vorsten van Joesoepov.

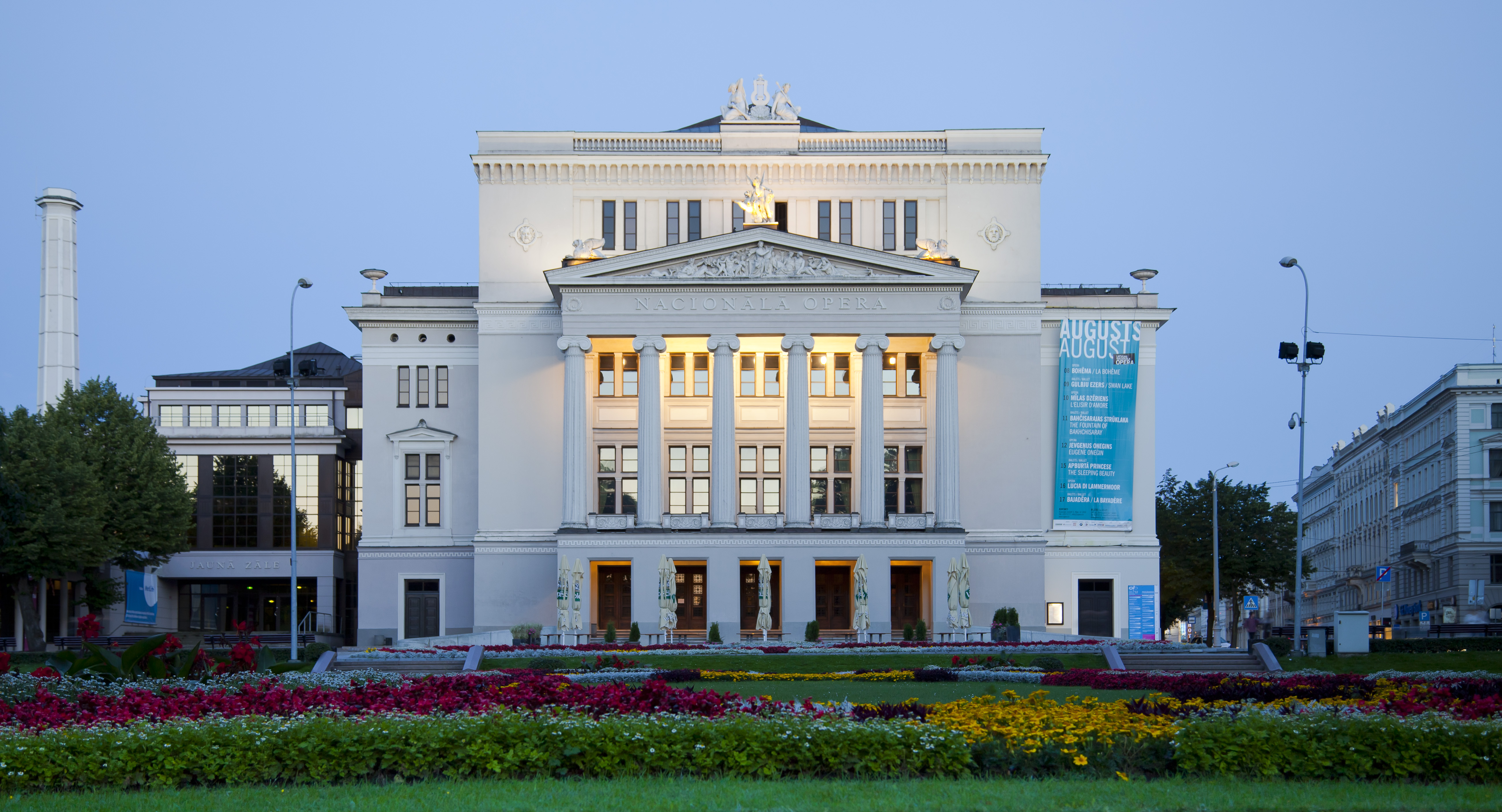
Nationale Opera, Riga. 1860-1863 (?).

Door mee te dingen naar diverse internationale prijsvragen werd hij ook in het buitenland, met name in Duitsland, bekend. In 1854 won hij een van de twee tweede prijzen voor een ontwerp voor het gemeentehuis van Hamburg. In 1858 nam hij deel aan de prijsvraag voor het gemeentehuis van Berlijn en dat van Innsbruck, het gebouw van vereniging Malkasten in Düsseldorf, het museum in Leipzig, het Ministerie van Buitenlandse Zaken in Londen en een kunstgalerij in Hamburg. Hij won eerste en tweede prijzen voor een mineraalwater-inrichting in Riga, een sociëteit in Tallinn, een tentoonstellingsgebouw in Madrid (i.s.m. professor V. Schröter), een kantonnale school in Bern en een Camposanto in Milaan. Ook zijn ontwerp voor een stadsschouwburg in Riga uit 1860 was het gevolg van een prijsvraag. Het werd overigens pas uitgevoerd toen Bohnstedt al naar Duitsland was verhuisd. Zijn antwoord op de prijsvraag voor een paleis in Kolomenskoje, uitgeschreven door de Berlijnse academie leverde hem een positie als professor op.

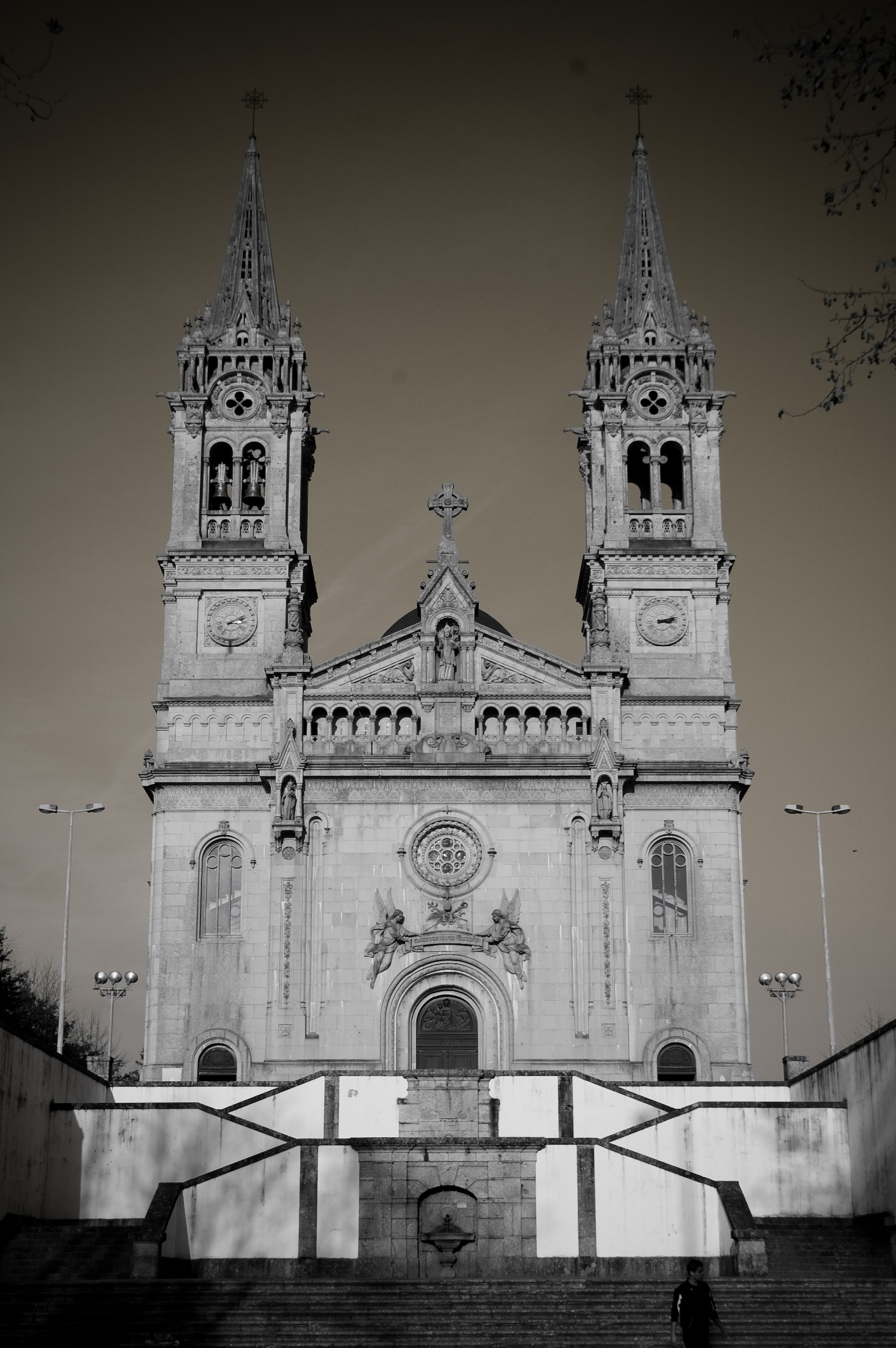
São Torcato-kerk, Guimarães, Portugal.

In 1863 verhuisde Bohnstedt naar het Duitse Gotha. In de daaropvolgende periode ontwierp hij de São Torcato-kerk in Guimarães en het slot Trostenetz in Zuid-Rusland. In Duitsland ontwierp hij slechts enkele gebouwen, van weinig betekenis, zoals enkele kantoren, de villa's Petermann, Gelbcke en Henneberg en een paar monumenten in Gotha, de villa van Fritz Reuter (nu Reuter-Wagner-Museum), een villa in Nordhausen en villa Borchardt in Baden-Baden. Ook in Duitsland nam hij aan veel prijsvragen mee, bijvoorbeeld die voor het gemeentehuis in Mainz, de beurs in het huidige Kaliningrad en de hierboven genoemde kerk in Portugal. Met een aantal van zijn prijsvraagontwerpen nam hij in 1869 deel aan de tentoonstelling van kunst in München.
In 1872 werd de eerste, internationale prijsvraag voor de Duitse Rijksdag uitgeschreven, waaraan meer dan 100 architecten deelnamen. Bohnstedts ontwerp werd met de eerste prijs bekroond. De bouw ervan werd echter uitgesteld en dus ging Bohnstedt verder met andere prijsvragen. Zijn prijsvraagontwerp voor de Finlandse bank in Helsinki uit 1876 werd bekroond en dat voor een universiteit in Leiden uit 1878 werd aangekocht. Verder deed hij in 1878 nog mee aan de wedstrijd van de Universiteit van Straatsburg en aan een besloten prijsvraag voor een opera in Boedapest. Samen met beeldhouwer, professor Zurstrassen diende hij een ontwerp in voor de prijsvraag voor het Monument van Victor Emanuel II in Rome.

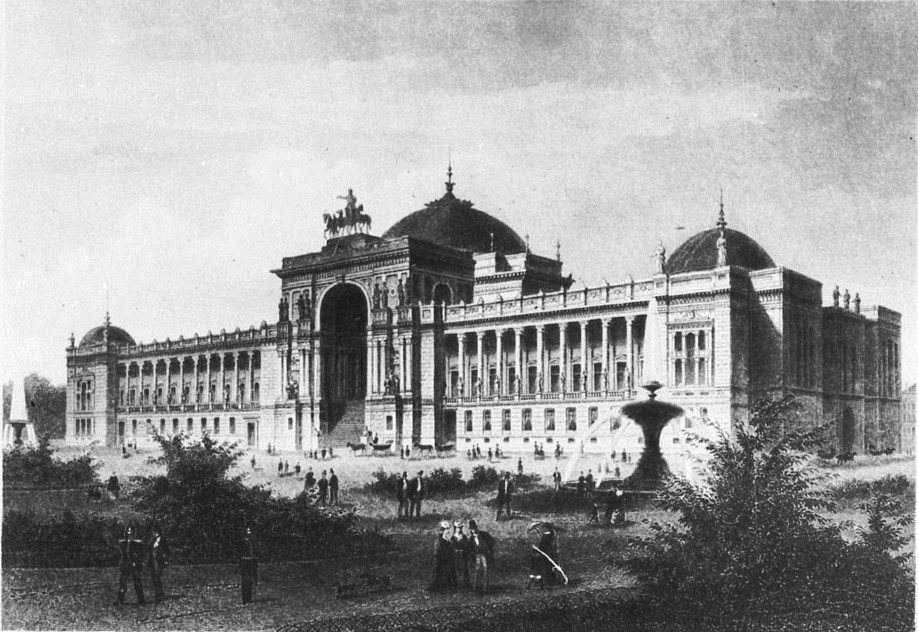
Prijsvraagontwerp voor de Duitse Rijksdag. 1882.

Naast architect was Bohnstedt ook portretschilder. Zo maakte hij portretten van Schlütter, Schinkel en Rauch, die hij aan de Architekten-Verein schonk. In 1881 kwam de bouw van de Rijksdag opnieuw ter sprake. Tot grote teleurstelling van Bohnstedt werd zijn ontwerp niet uitgevoerd, maar werd een nieuwe prijsvraag uitgeschreven. Pogingen die hij ondernam de uitvoering alsnog toegekend te krijgen mochten niet baten. Ook zijn collega's lieten hem in de steek. Volgens hen voldeed zijn inmiddels bijna 10 jaar oude ontwerp niet meer aan de toenmalige eisen. Met tegenzin diende Bohnstedt onder het motto Lava een omwerking van zijn eerdere prijsvraagontwerp in, dat echter niet bekroond werd. Door deze affaire werd hij begin 1883 ziek. Deze ziekte ontwikkelde zich in een hersenziekte, waaraan hij in de nacht van 3 op 4 januari 1885 overleed.
- Gemeinsame Normdatei: 118512943
- International Standard Name Identifier: 0000 0000 6677 3859
- KulturNav: 5323d3a7-c182-45d9-bb8f-6bc41fa6400a
- Library of Congress Control Number: n80078177
- Nationale Bibliotheek van Letland: 000185852
- Nationale Bibliotheek van Tsjechië: xx0081304
- RKD-Nederlands Instituut voor Kunstgeschiedenis: 342520
- Système universitaire de documentation: 198589166
- Union List of Artist Names: 500120706
- Virtual International Authority File: 50016445
- WorldCat: E39PBJckPW39tM4m79DHrmxRrq